# Etica della libertà
(Guillaume-Thomas Raynal, Histoire des deux Indes)
L'espressione etica della libertà è una categoria introdotta in questa precisa formulazione linguistica da Murray N. Rothbard, un economista di scuola libertaria e teorico dell'anarco-capitalismo, in un saggio intitolato appunto (nella traduzione italiana) L'etica della libertà.
Se per "etica della libertà" si intende quel particolare atteggiamento etico che elegge la libertà individuale a bene primario, individuando in essa un principio irrinunciabile per l'etica, generale e fondamentale come o più di ogni altro, a cui si deve sussumere ogni fine etico particolare ed essa stessa un fine di natura etica, da preservare, difendere o sviluppare, in questo senso è uno dei caratteri distintivi del pensiero illuministico: da Voltaire finoi a Condorcet e a Diderot.

## Storia
In epoca antica l'idea che la libertà sia un fine etico è presente negli Stoici, ma resa ambigua dal loro determinismo. Un'etica della libertà più netta si ha nei Cirenaici a cominciare da Aristippo, con la quale si elegge l'autonomia e la libertà dell'individuo da vincoli di ogni tipo (non solo vincoli interiori) come obbiettivo etico principale.

## Età moderna
(Cesare Beccaria, Dei delitti e delle pene)
Nel Rinascimento un nuovo concetto di individualità apre un orizzonte di libertà concernente l'esistenza di ogni singola persona poco considerata nel mondo antico greco e romano del tutto accantonata col cristianesimo, poiché il concetto di chiesa come comunità religiosa contrassegnata dai vincoli della fede, limita fortemente la libertà individuale. L'etica cristiana non mette infatti la libertà individuale tra i suoi fondamenti.
In qualche misura un'etica della libertà può essere considerata la libertà interpretativa dei testi sacri e anche quella propugnata da Giordano Bruno di una visione di Dio allargata con un'accentuazione della sua infinità e ulteriorità, tale da non lasciarsi rinchiudere nei confini di una dottrina rivelata come quella giudaico-cristiana, bloccata nei suoi dogmi e nella sua ermeneutica. Anche l'Etica di Spinoza rivendica libertà interpretativa nei confronti della Bibbia.
L'illuminismo è l'epoca in cui il concetto di etica della libertà incomincia a delinearsi in maniera netta.

## Età contemporanea
In genere si nega agli animali la possibilità di avere un'etica e di essere riconosciuti come soggetti etici (oppure la si attribuisce solo ad alcuni animali "superiori", come le grandi scimmie, i delfini, ecc,). Contro una visione specista (che discrimina in base alla specie) già l'utilitarista Peter Singer proclamò la "liberazione animale". Ai limiti dell'utilitarismo, che definisce le sue posizioni più che altro per coerenza di principi, cercarono di porre rimedio i fautori dei "diritti animali" come Tom Regan, i quali osservano che la vera giustificazione del diritto alla libertà negli animali è individuabile nella forma originaria dell'"interesse". Nell'interesse l'animale partecipa della forma originaria di quell'etica della libertà che l'uomo non ha difficoltà a riconoscere a sé stesso ma che ha il dovere di riconoscergli, individuando in esso la radice, comune anche all'animale, dell'etica, un'etica della libertà del volere intesa come libertà di soddisfare il bisogno di non soffrire.
Un tale ordine di considerazioni è dibattuto anche in bioetica, lo studio dei rapporti dal punto di vista etico fra la libertà di fare scienza e libertà della vita (bios). Per gli embrioni come per gli animali si dibatte se abbiano diritti e se, tra i diritti, abbiano solo quello di non soffrire o anche a quello di svilupparsi e di vivere liberi, fino a diventare, nel caso degli embrioni umani, soggetti attivamente etici.

### Rothbard
Partendo dal pensiero di Ludwig von Mises e Friedrich von Hayek, Murray Rothbard pensa che un'etica della libertà coerente sia possibile solo nel capitalismo libertario. Per i critici di Rothbard di ispirazione socialista l'idea di un'etica della libertà è identificabile solo arbitrariamente con l'idea di un'etica capitalistica. I filosofi liberali, al contrario, ritengono coerente col titolo le argomentazioni di Rothbard (la traduzione originale dal titolo dall'inglese sarebbe: Etiche della Libertà). Un tale titolo starebbe ad indicare i metodi giuridici corretti per interpretare la filosofia liberale classica, riconducibile principalmente all'opera dell'importante giurista inglese John Locke e al giusnaturalismo moderno di Ugo Grozio.